# 吉井明子
吉井 明子（よしい あきこ、1980年10月15日 - ）は、日本の気象予報士である。株式会社局地風所属。

## 来歴
東京都出身で、慶應義塾大学文学部哲学科を卒業し、メディアコミュニケーション研究所を修了する。
大学卒業後に気象予報士となり、仙台と東京で気象業務に従事する。
一般企業を経て、2012年4月からウイングに所属してNHK静岡放送局で気象情報を担当した。
2021年3月28日にウィングを退職し、3月29日から株式会社局地風に所属する。

## 担当番組
☆印は現在担当中
- たっぷり静岡（NHK静岡放送局、2012年4月 - 2017年3月）
- キャッチ!世界のトップニュース （NHK BS1、2017年4月 - 2019年3月）
- BSニュース4K（NHK BS4K、2019年9月30日 - 2021年3月26日）
- BSニュース4K+ふるさと（NHK BS4K、2021年3月29日 - 2023年3月31日）
- 週刊4Kふるさとだより（NHK BS4K→NHK BSプレミアム4K、2023年4月8日 - 2025年3月29日）☆
- Nらじ（NHKラジオ第1、2023年4月3日 - ）☆ ※毎週火、水曜日出演
- マイあさ!（NHKラジオ第1とNHKワールド・ラジオ日本、2023年4月9日 - ）☆ ※毎週日、月曜日出演（祝日出演の場合もあり）